# Tincey-et-Pontrebeau
Tincey-et-Pontrebeau é uma comuna francesa na região administrativa de Borgonha-Franco-Condado, no departamento de Alto Sona. Estende-se por uma área de 6,95 km². Em 2010 a comuna tinha 85 habitantes (densidade: 12,2 hab./km²).